# Верхньорейнський соленосний басейн
Верхньорейнський соленосний басейн — один з найбільших басейнів калійних солей в Європі; розташований на території Франції і ФРН. Поклади солі відкриті в 1904 р., розробка їх почата в 1910 р. Ельзаське родовище калійних солей — основна сировинна база калійної промисловості Франції.

## Характеристика
Соленосні відклади приурочені до гірських порід верхнього еоцену та нижнього міоцену. Родовище займає ділянку 200х30 км, площа близько 5500 км². Гірські породи представлені пластами мергелей,доломітів, глин та кам'яної солі, що перешаровуються. Загальна потужність близько 2000 м.
Басейн розташований в межах Рейнського грабену. Промислове значення мають два пласти калійних солей (нижній олігоцен), складених сильвінітом. Нижній пласт (2-5,3 м) розвинений на площі 170 км², містить 15-25 % K2О; верх. пласт (0,9-2,7 м) на площі 90 км², містить 22-30 % K2О.

## Технологія розробки
Видобуток ведеться шахтним способом. Глибина розробки від 420—1100 м.
Системи розробки: камерно-стовпова та суцільна (переважаюча). Калійні солі в основному використовуються для виробництва добрив.